# Carne (EP)
Carne è l'EP di debutto del cantautore italiano Giancane, pubblicato il 12 dicembre 2013.

## Tracce
Testi e musiche di Giancane.
1. Vecchi di merda – 2:55
2. Vorrei essere te – 4:03
3. Ma tu no – 2:45
4. Ciao sono Giancane (VTTNFFNCL) – 4:25
5. La vita – 3:06
6. Riderà – 3:10
7. Pare che dorme – 1:12
8. Pecora – 2:50

Durata totale: 24:26